# Спрул, Айван
А́йван Спрул (англ. Ivan Sproule; род. 18 февраля 1981, Каследерг) — североирландский футбольный нападающий. Ранее играл за «Мойола Парк», «Ома Таун», «Институт», «Бристоль Сити», «Йовил Таун», «Ноттс Каунти», «Хиберниан», «Линфилд», «Баллинамаллард Юнайтед» и «Дергвью», вызывался в сборную Северной Ирландии. Старший брат футболиста Эндрю Спрула.

## Карьера

### Клубная
Играть в футбол начинал на родине, поиграв за такие клубы как «Мойола Парк», «Ома Таун» и «Институт». Лишь в «Ома Таун» задержался дольше года, сыграв 95 игр. При этом одновременно с футбольной карьерой работал инженером. В 2005 году за 5 тысяч фунтов был подписан «Хибернианом», по инициативе тогдашнего главного тренера — Тони Моубрея. Несмотря на невнятный старт и слухи о его возвращении на родину, по итогам сезона с Айваном был подписан новый контракт. В августе 2005 года оформил знаменитый «хет-трик» в ворота «Рейнджерс» (3:0), попав на первые полосы спортивных газет Шотландии и став любимцем местных болельщиков. Тут же пошли слухи о его переходе в «Днепр», которые однако так и остались слухами. В 2007 году вместе с командой выиграл Кубок шотландской лиги. 27 июня 2007 года стал игроком «Бристоль Сити», трансфер был оценен в 500 тысяч фунтов. 29 августа 2007 года в матче с «Манчестер Сити» дебютировал в Англии. В 2010 году потерял доверие тренера команды, поехал в аренду сначала в «Йовил Таун», а потом в «Ноттс Каунти», где правда также мало играл. В апреле 2011 года провёл переговоры с «Хибернианом», а через месяц подписал контракт, вернувшись в свою прежнюю команду. Вместе с ней в 2012 году дошёл до финала Кубка Шотландии, где «хибс» проиграл 1:5. Добиться регулярного места в основном составе команды тем не менее он не сумел. В январе 2013 года Спрул подписал контратак с шотландской командой «Росс Каунти» на полтора года.
С декабря 2013 года выступал за «Линфилд», в январе 2016 года был арендован клубом «Баллинамаллард Юнайтед» до конца сезона. По окончании сезона Айван объявил о завершении игровой карьеры.
Тем не менее, уже в июле 2016 года Айван заключил контракт сроком на один сезон с «Дергвью», выступающим в Первом Чемпионшипе.

### Международная
В 2005 году впервые получил вызов в сборную Северной Ирландии. Сыграл за неё 11 матчей, забив один гол. С 2007 года в сборную не вызывался.

#### Матчи за сборную
| Матчи Спрула за сборную Северной Ирландии | Матчи Спрула за сборную Северной Ирландии | Матчи Спрула за сборную Северной Ирландии | Матчи Спрула за сборную Северной Ирландии | Матчи Спрула за сборную Северной Ирландии | Матчи Спрула за сборную Северной Ирландии |
| №                                         | Дата                                      | Оппонент                                  | Счёт                                      | Голы Спрула                               | Соревнование                              |
| ----------------------------------------- | ----------------------------------------- | ----------------------------------------- | ----------------------------------------- | ----------------------------------------- | ----------------------------------------- |
| 1                                         | 7 сентября 2005                           | Англия                                    | 1:0                                       | —                                         | Отборочные матчи ЧМ-2006                  |
| 2                                         | 15 ноября 2005                            | Португалия                                | 1:1                                       | —                                         | Товарищеский матч                         |
| 3                                         | 1 марта 2006                              | Эстония                                   | 1:0                                       | 1                                         | Товарищеский матч                         |
| 4                                         | 21 мая 2006                               | Уругвай                                   | 0:1                                       | —                                         | Товарищеский матч                         |
| 5                                         | 26 мая 2006                               | Румыния                                   | 0:2                                       | —                                         | Товарищеский матч                         |
| 6                                         | 16 августа 2006                           | Финляндия                                 | 2:1                                       | —                                         | Товарищеский матч                         |
| 7                                         | 6 февраля 2007                            | Уэльс                                     | 0:0                                       | —                                         | Товарищеский матч                         |
| 8                                         | 28 марта 2007                             | Швеция                                    | 2:1                                       | —                                         | Отборочные матчи ЧЕ-2008                  |
| 9                                         | 17 октября 2007                           | Швеция                                    | 1:1                                       | —                                         | Отборочные матчи ЧЕ-2008                  |
| 10                                        | 17 ноября 2007                            | Дания                                     | 2:1                                       | —                                         | Отборочные матчи ЧЕ-2008                  |
| 11                                        | 21 ноября 2007                            | Испания                                   | 0:1                                       | —                                         | Отборочные матчи ЧЕ-2008                  |

Итого: 11 матчей / 1 гол забито; 5 побед, 3 ничьих, 3 поражения.

## Достижения
«Хиберниан»
- Обладатель Кубка шотландской лиги: 2007
- Финалист Кубка Шотландии: 2012